# Шахтар (футбольний клуб, Шахти)
Футбольний клуб «Шахтар» (Шахти) або просто «Шахтар» (рос. Футбольный клуб «Шахтёр» Шахты)  — колишній радянський та російський футбольний клуб з міста Шахти Ростовської області. Заснований 1958 року. Розформований у 2007 році.

## Хронологія назв
- 1958—2004 — «Шахтар»
- 2005—2006 — «Буревісник-ЮРГУЕС»[2][3]
- 2013—н.ч. — «Шахтар» (2014—2017 — «Шахтар-2014»[4])

## Історія
Футбольний клуб «Шахтар» заснована 1958 року в місті Шахти.
У 1958 році дебютував у 4-й групі класу «Б» чемпіонату СРСР. У 1963 році внаслідок чеоргової реорганізації системи ліг СРСР він переведений до 3-ї зони класу Б, в якій грав до 1969 року.
Потім виступав у чемпіонаті Ростовської області.
Лише у 1989 році розпочав знову грати в 3-й зоні Другої ліги. У 1990—1991 роках грав у Другій нижчій лізі.
У чемпіонаті Росії клуб стартував у 2-й зоні Другої ліги, в якій грав два сезони. У 1994—1997 роках виступав у другій зоні Третьої ліги. У 1998 році, після реорганізації системи футбольних ліг СРСР, переведений у південну зону Другого дивізіону. У 2003 році завершив чемпіонат на останньому 20-у місці, після чого втратив професіональний статус. У 2005 році заснований клуб «Буревісник-ЮРГУЕС», який представляв Південно-Російський державний університет економіки та обслуговування. У 2005—2006 роках виступав в Аматорського чемпіонату Росії. На початку 2007 року команду розформували.

## Статистика виступів
| Сезон | Першість               | Першість               | Першість | Кубок                 | Кубок                 | Примітки                               |
| Сезон | Ліга/дивізіон (рівень) | Ліга/дивізіон (рівень) | Місце    | Кубок                 | Кубок                 | Примітки                               |
| --- | ---------------------- | ---------------------- | -------- | --------------------- | --------------------- | -------------------------------------- |
| Радянський період |                        |                        |          |                       |                       |                                        |
| 1958 | класс «Б» (2)          | 4-а зона               | 11 з 16  | 1/256 (1/8 — зона 4)  | 1/256 (1/8 — зона 4)  |                                        |
| 1959 | класс «Б» (2)          | 5-а зона               | 14 з 14  | 1/16                  | 1/16                  | Найвище досягнення в кубку країни      |
| 1960 | класс «Б» (2)          | 3-а зона РРФСР         | 5 з 14   |                       |                       |                                        |
| 1961 | класс «Б» (2)          | 4-а зона РРФСР         | 4 з 13   | 1/32                  | 1/32                  |                                        |
| 1962 | класс «Б» (2)          | 3-а зона РРФСР         | 5 з 15   | 1/32 (фінал — зона 3) | 1/32 (фінал — зона 3) |                                        |
| 1963 | клас «Б» (3)           | 3-а зона РРФСР         | 4 з 16   | 1/32                  | 1/32                  |                                        |
| 1964 | клас «Б» (3)           | 3-а зона РРФСР         | 11 з 16  | 1/1024 (1/8 — зона 3) | 1/1024 (1/8 — зона 3) |                                        |
| 1965 | клас «Б» (3)           | 3-а зона РРФСР         | 18 з 20  | 1/512 (1/2 — зона 3)  | 1/512 (1/2 — зона 3)  |                                        |
| 1966 | клас «Б» (3)           | 3-а зона РРФСР         | 13 з 18  | 1/64                  |                       |                                        |
| 1967 | клас «Б» (3)           | 3-а зона РРФСР         | 8 з 20   | 1/64                  | 1/512 (1/2 — зона 3)  |                                        |
| 1968 | клас «Б» (3)           | 2-а зона РРФСР         | 13 з 20  | —                     | —                     |                                        |
| 1969 | клас «Б» (3)           | 3-а зона РРФСР         | 16 з 18  | —                     | —                     |                                        |
| У 1970—1972 роках — участь у чемпіонаті Ростовської області — в 1970, 1972 — 1-е місце, 1971 — 2-е місце. |                        |                        |          |                       |                       |                                        |
| |                        |                        |          |                       |                       |                                        |
| Відродження команди. 1987 — 1-е місце в чемпіонаті Ростовської області. |                        |                        |          |                       |                       |                                        |
| 1988 | Першість КФК           | зона Південь           | 1 з 10   | —                     | —                     | Вихід у другу лігу                     |
| 1988 | Першість КФК           | Фінальний турнір       | 9 з 9    | —                     | —                     | Вихід у другу лігу                     |
| 1989 | Друга ліга (3)         | 3-а зона РРФСР         | 18 з 22  | —                     | —                     |                                        |
| 1989 | Друга ліга (3)         | Втішний фінал (Єйськ)  | 1 з 3    | —                     | —                     | Всі учасники покинули другу лігу       |
| 1990 | Друга нижча ліга (4)   | 4-а зона               | 14 з 17  | —                     | —                     |                                        |
| 1991 | Друга нижча ліга (4)   | 5-а зона               | 9 з 22   | —                     | —                     |                                        |
| Російський період |                        |                        |          |                       |                       |                                        |
| 1992 | Друга ліга (3)         | 2-а зона               | 4 з 22   | 1/128                 | 1/128                 |                                        |
| 1993 | Друга ліга (3)         | 2-а зона               | 8 з 16   | 1/64                  | 1/64                  |                                        |
| 1994 | Третя ліга (4)         | 2-а зона               | 5 з 17   | 1/256                 | 1/256                 | Реорганізація змагань в першості Росії |
| 1995 | Третя ліга (4)         | 2-а зона               | 11 з 16  | 1/256                 | 1/256                 | Реорганізація змагань в першості Росії |
| 1996 | Третя ліга (4)         | 2-а зона               | 8 з 17   | 1/128                 | 1/128                 | Реорганізація змагань в першості Росії |
| 1997 | Третя ліга (4)         | 2-а зона               | 6 з 16   | 1/128                 | 1/128                 | Реорганізація змагань в першості Росії |
| 1998 | Другий дивізіон (3)    | зона Південь           | 15 з 21  | 1/128                 | 1/128                 |                                        |
| 1999 | Другий дивізіон (3)    | зона Південь           | 12 з 19  | 1/256                 | 1/256                 |                                        |
| 2000 | Другий дивізіон (3)    | зона Південь           | 16 з 20  | 1/128                 | 1/128                 |                                        |
| 2001 | Другий дивізіон (3)    | зона Південь           | 19 з 20  | 1/256                 | 1/256                 |                                        |
| 2002 | Другий дивізіон (3)    | зона Південь           | 16 з 21  | 1/256                 | 1/256                 |                                        |
| 2003 | Другий дивізіон (3)    | зона Південь           | 20 з 20  | 1/64                  | 1/64                  | Вихід зі складу ПФЛ                    |
| 2004 | ЛФЛ/КФК (4)            | зона ПФО               | 21 з 21  | —                     | —                     |                                        |
| У 2006 році в ЛФЛ (зона ПФО) виступала команда «Буревісник-ЮРГУЕС», посіла 3-є місце з 18. |                        |                        |          |                       |                       |                                        |
| |                        |                        |          |                       |                       |                                        |
| Відродження команди. З 2013 року «Шахтар» бере участь в чемпіонаті Ростовської області. 2013 — 9-е місце з 10 в зоні «Північ» першості області. 2017 — 10-е місце з 12 в чемпіонаті 2018 — 12-е місце з 15 у чемпіонаті. |                        |                        |          |                       |                       |                                        |

Примітки. У 1950—1962 клас «Б» був другим рівнем у системі футбольних ліг СРСР, у 1963—1969 — третім, у 1970 — четвертим.

## Відомі гравці
- Казбек Гетерієв
- Євген Грунін
- Юрій Дяченко
- Євген Зубарєв
- Олександр Іванов
- Валерій Ізмайлов
- Шаміль Ісаєв
- Володимир Кормильцев
- Наіль Курятніков
- Віталій Куть
- Олександр Львов
- Сергій Окунєв
- Руслан Узаков
- / Віталій Хромей

## Відомі тренери
- Петро Щербатенко (1956—1957)
- Віктор Гуляєв (1958—1959)
- Сергій Сальников (1961)